# Nasuella meridensis
Nasuella meridensis är ett rovdjur i familjen halvbjörnar som förekommer i norra Sydamerika. Populationen listades fram till början av 2000-talet som underart eller synonym till mindre bergsnäsbjörn. Sedan 2009 är den godkänd som art.
Denna näsbjörn lever i bergstrakter i Venezuela mellan 2000 och 4000 meter över havet. Habitatet utgörs av molnskogar och buskstäppen páramo. För flera uppstoppade exemplar som förvaras i museer och som räknas till arten är okänd var de fångades. Därför kan utbredningsområdet vara större än hittills känt.
Beståndet hotas av landskapsförändringar och av jakt. IUCN listar Nasuella meridensis på grund av den begränsade utbredningen och på grund av populationens minskning som starkt hotad (EN).